# Parklet

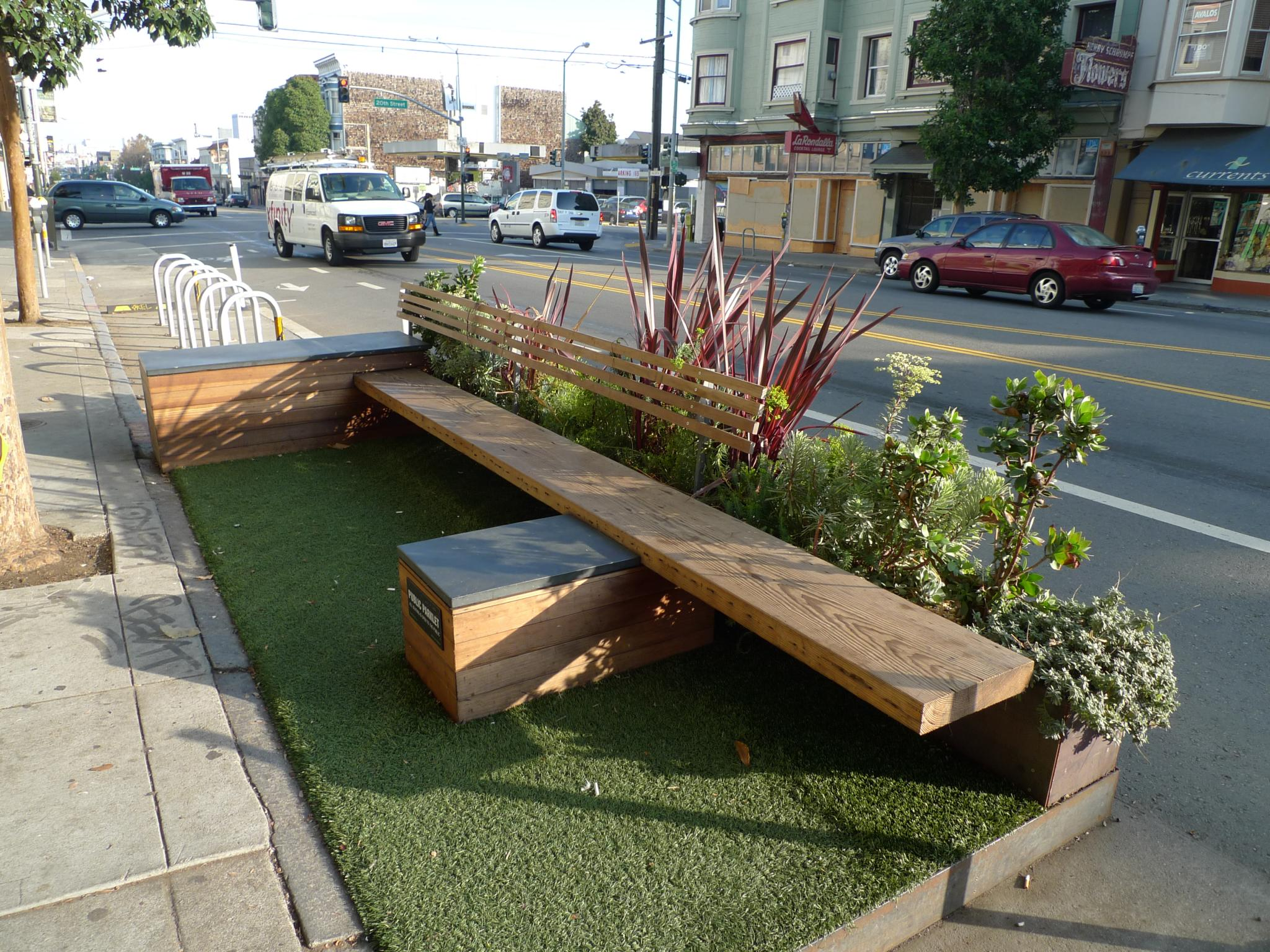
Parklet in San Francisco

Ein Parklet ist ein Stadtmöbel auf ehemaligen Parkplatzflächen, das den Menschen mittels Aufbauten mehr öffentlichen Raum zur Verfügung stellt. Als Baumaterial dient meist Holz, z. B. Paletten. Das Wort ist aus dem Englischen entlehnt, wo es für „kleiner Park“ steht. Anderen Deutungen nach ist Parklet ein Kofferwort aus Parkplatz und Palette.

## Beschreibung und Geschichte
Ein Parklet bietet vor allem Sitzgelegenheiten; Elemente wie Pflanzen, Beleuchtung, Regenschutz oder Fahrradabstellmöglichkeiten erhöhen die Aufenthaltsqualität. In Innenstädten bietet es z. B. eine Möglichkeit zum Ausruhen beim Einkauf. Es kann auch als Treffpunkt für Anwohner dienen. Da es kein festes Fundament hat, kann ein Parklet kostengünstig hergestellt und schnell auf- und wieder abgebaut werden. Damit eignet es sich neben kostensparenden Dauerlösungen auch für Modellversuche. Das erste Parklet wurde 2013 in San Francisco aufgestellt. Es folgten andere Städte in den Vereinigten Staaten. Inzwischen gibt es Parklets in Großstädten weltweit.

## Situation in Deutschland

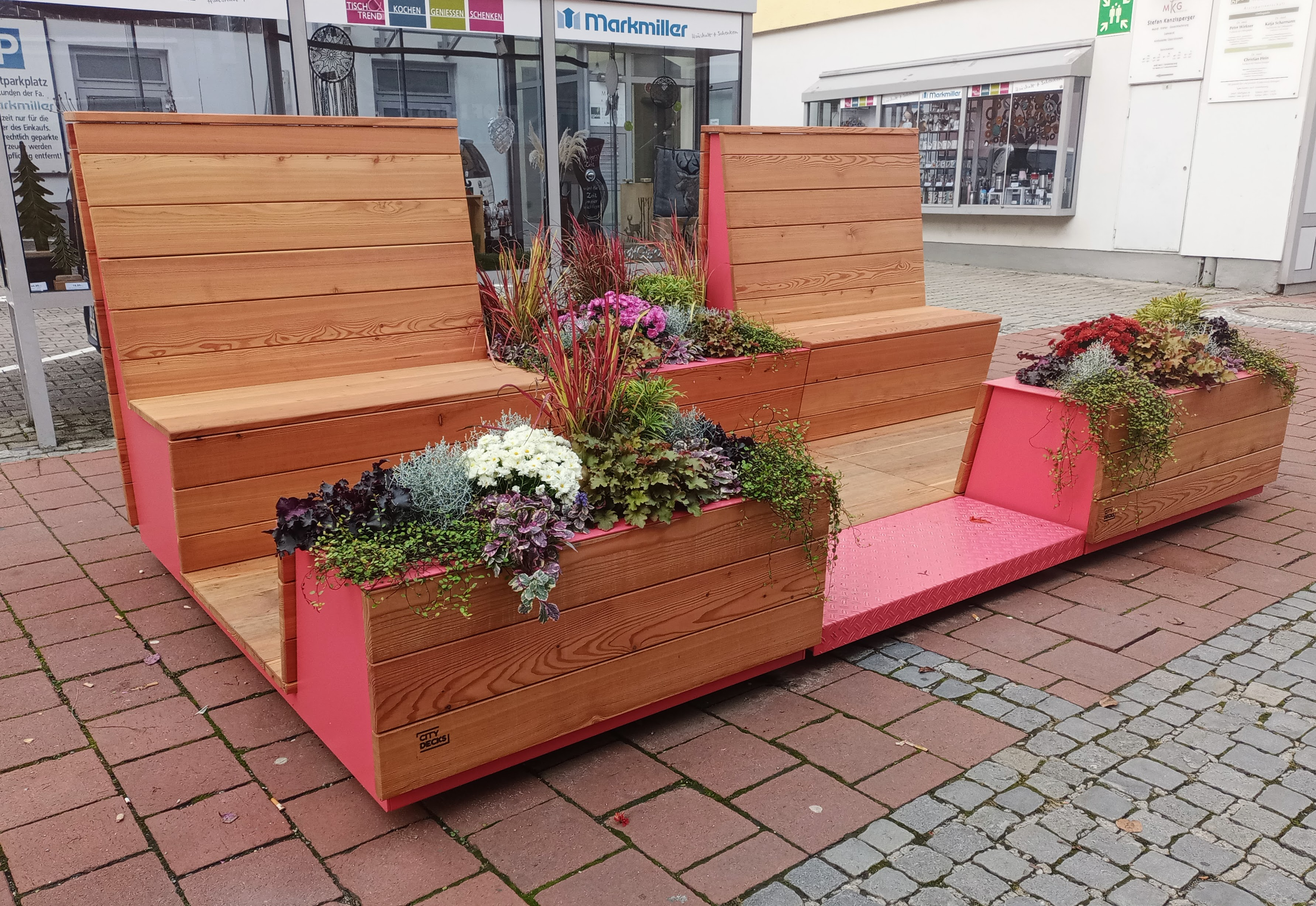
Parklet in Deggendorf

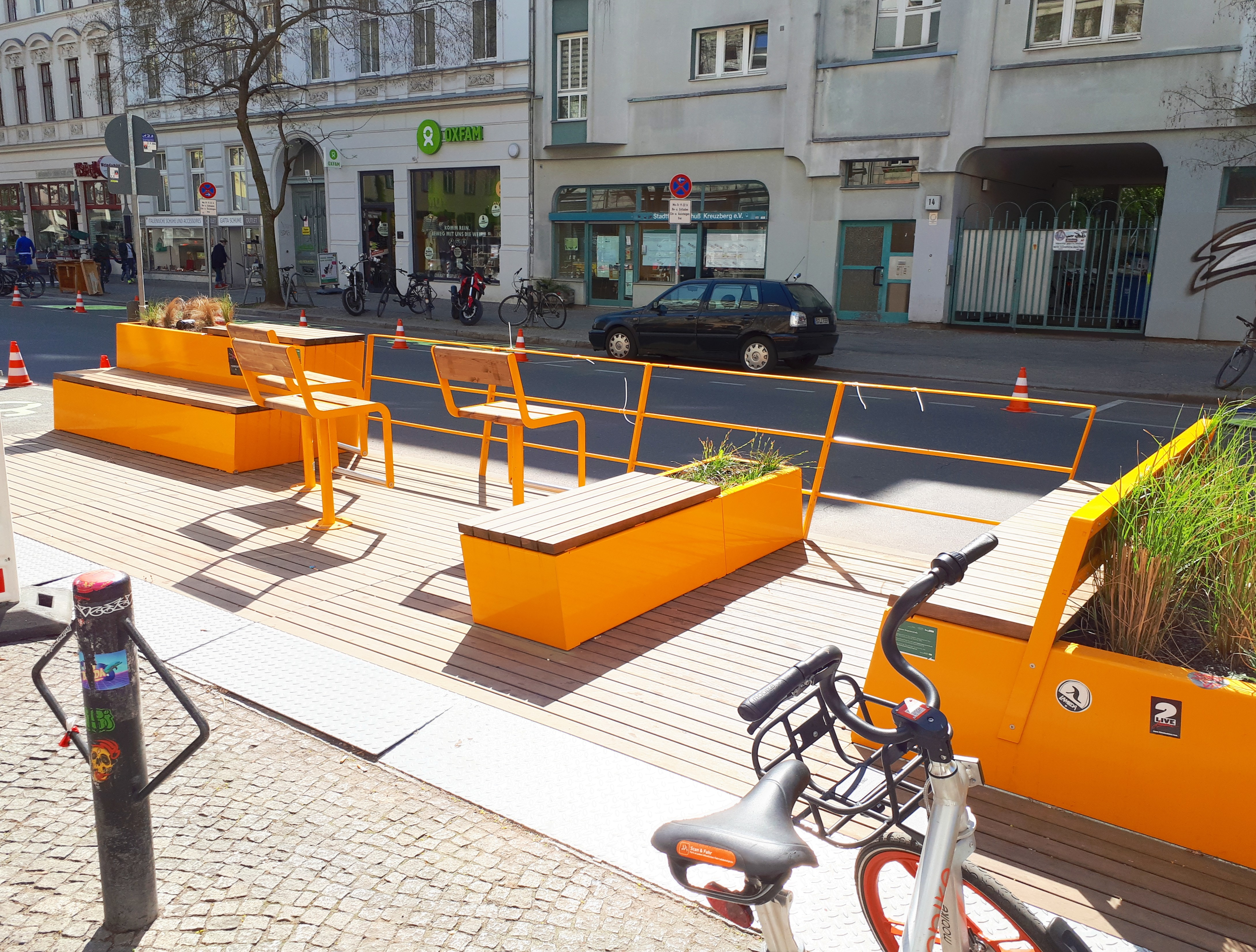
Parklets in der Bergmannstraße in Berlin-Kreuzberg, 2019 abgeräumt und durch Findlinge ersetzt

- In Stuttgart wurde im Jahr 2015 das erste Parklet aufgebaut.[3] Als ein Forschungsprojekt von Studenten entstanden im Jahr 2016 weitere Parklets.[4][5] Im Jahr 2017 wurden Regeln für die Genehmigung aufgestellt.[6][7]
- In Berlin gab es ab 2016 im Bezirk Friedrichshain-Kreuzberg eine Parklet-Testzone im Szenekiez Bergmannstraße, für die Anwohnerparkplätze wegfielen. Die ersten Berliner Parklets bestanden aus einfachen gehobelten und lackierten Brettern. Mit der weiteren Lieferung und Aufstellung von Ruhepodesten wurde eine Osloer Firma beauftragt.[8] Die Aktion kostete 1,6 Millionen Euro.[9] Eine Einbeziehung der Bürger erfolgte nicht, sodass es Kritiker und Befürworter gab. Die Förderung der Aufenthaltsqualität und die Verbesserung der Kommunikation konnten nicht festgestellt werden, dagegen bildeten die Parklets vor allem in den Abend- und Nachtstunden Treffpunkte für Trinker und lärmende Touristengruppen. Auch die Müllentsorgung stellte sich als Problem heraus. 2019 gab es entlang der Bergmannstraße 17 Parklets. Da sie sich an dieser Stelle laut der Einschätzung der Bezirksverwaltung nicht bewährt haben, ließ Baustadtrat Florian Schmidt sie abräumen und Findlinge auf die Flächen legen, um  „Freiräume gegen das Falschparken sichern, bis (neue) Nutzungen definiert sind“.[9]

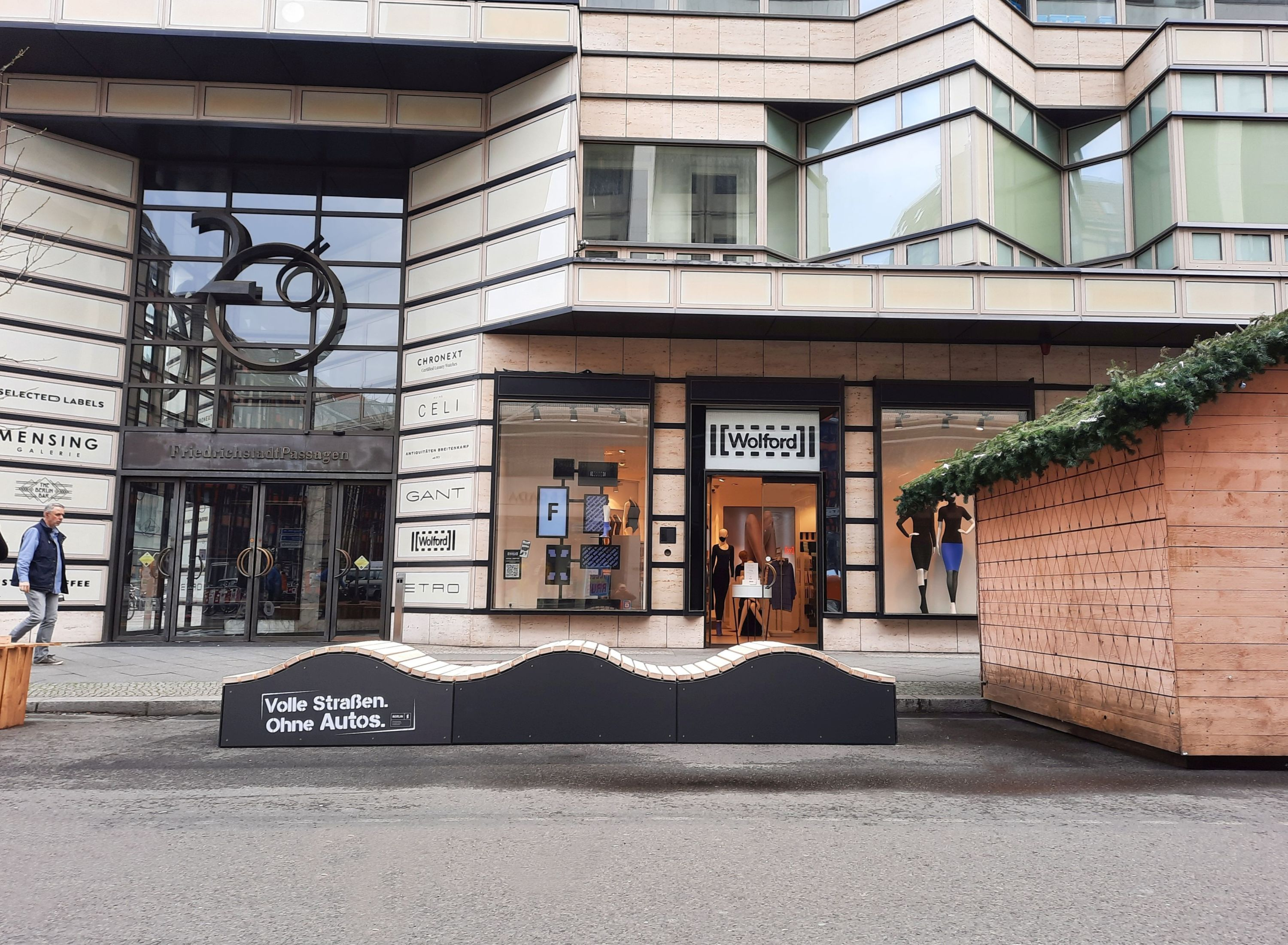
Parklet in der Friedrichstraße in Berlin-Mitte

- 2021 wurden in der Friedrichstraße in Berlin 15 teils begrünte Parklets[10] aufgestellt, um die Aufenthaltsqualität zu erhöhen und den Einzelhandel zu stärken. Das Modellprojekt „Flaniermeile Friedrichstraße“[11] umfasst außerdem eine Sperrung des Straßenbereichs zwischen Französischer Straße und Leipziger Straße für den Durchgangsverkehr. Die Kampagne ist eine Kooperation der Senatsverwaltungen für Umwelt, Verkehr und Klimaschutz[12] sowie für Wirtschaft, Energie und Betriebe und des Bezirksamtes Mitte.
- In Flensburg wurden erstmals im Jahr 2018 drei Parklets errichtet, welche auch 2019 wieder zur Nutzung bereitgestellt wurden.[13]
- In München begann im Jahr 2018 ein Pilotprojekt zu Parklets in der Innenstadt, sie sollen vor allem zunächst die knappen Sitzmöglichkeiten der Gastronomie erweitern. Weitere Aufstellmöglichkeiten in den Ortsteilen Westend und Giesing sind im Gespräch.[14]
- Die Ortsgruppe Rostock der Umweltschutzorganisation Greenpeace Deutschland stellt in der Waldemarstraße Rostocks erstes Parklet im Zeitraum von Mai bis Oktober 2019 zur Verfügung.[15]
- Im Kieler Stadtteil Neumühlen-Dietrichsdorf wird seit dem 15. November 2019 ein Maritimes Leseparklet angeboten. Es befindet sich vor den Räumlichkeiten der örtlichen Stadtteilbücherei.[16]

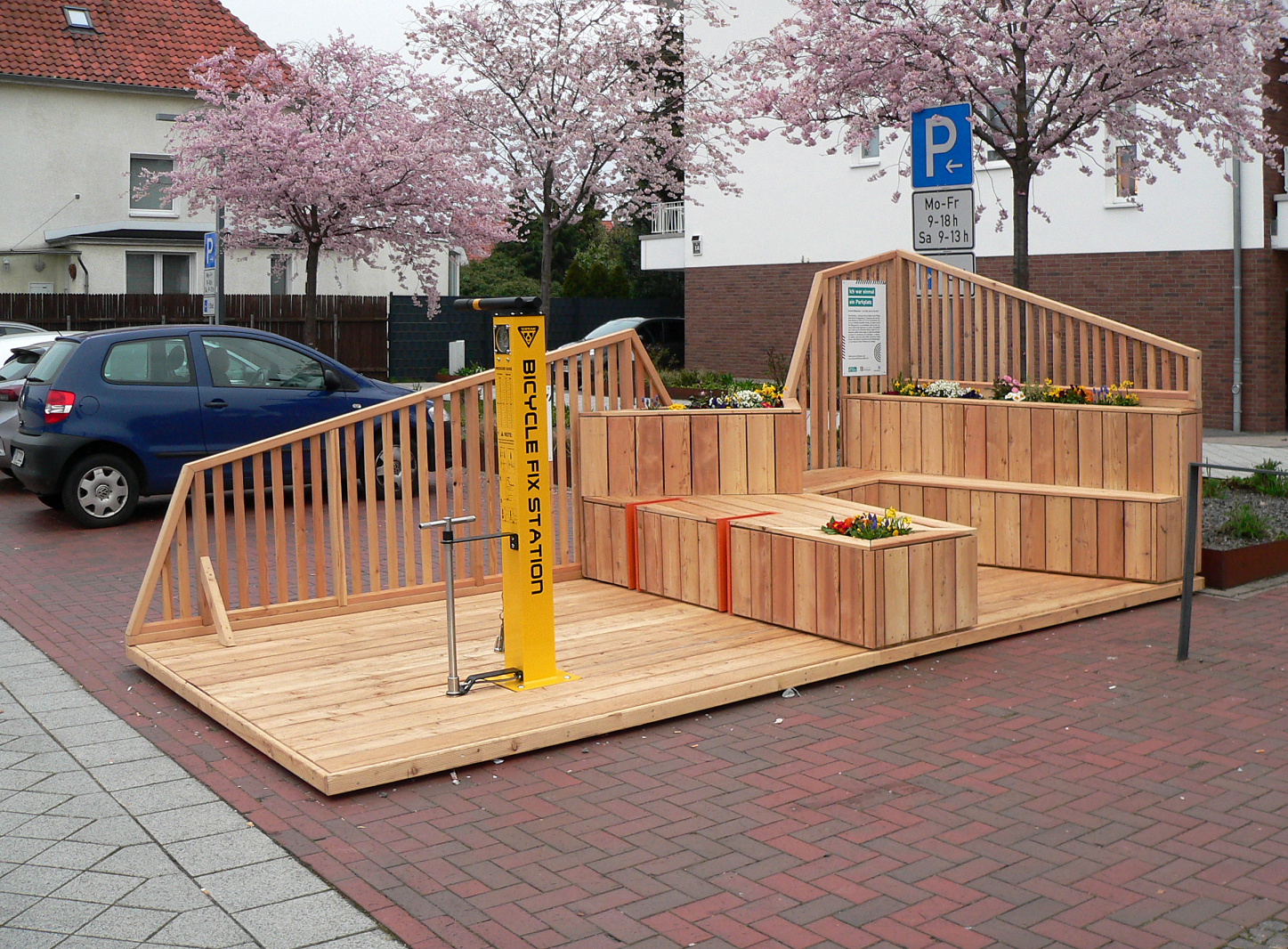
Parklet mit Reparaturstation für Fahrräder auf einem Parkplatz in Gehrden

- Seit Beginn der COVID-19-Pandemie wird in deutschen Städten verstärkt der Ruf nach autofreien Straßenzügen laut. Mit den finanziellen Mitteln zur Aufwertung und der damit verbundenen Rettung von Innenstadtquartieren nach der Pandemie werden in deutschen Städten seit 2021 unter anderem vermehrt Parklets angeschafft.
- In Heidelberg dürfen Anwohner für die Zeit von April bis Oktober 2022 Anträge für Parklets auf Parkplätzen in ihrem Wohngebiet stellen.[17]
- In der Region Hannover wurde das erste Parklet 2023 in Gehrden aufgestellt.[18]
- In Jena wurden im Mai 2023 die ersten zwei Parklets in der Innenstadt und im Damenviertel eingerichtet.[19]